# Studium Theologicum (Claretianos)
O Centro Universitário Claretiano de Curitiba ou mais conhecido como Studium Theologicum é uma instituição de ensino superior, privada de Teologia católica brasileira situada em Curitiba, capital do estado do Paraná.

## Pessoas notáveis

### Alunos

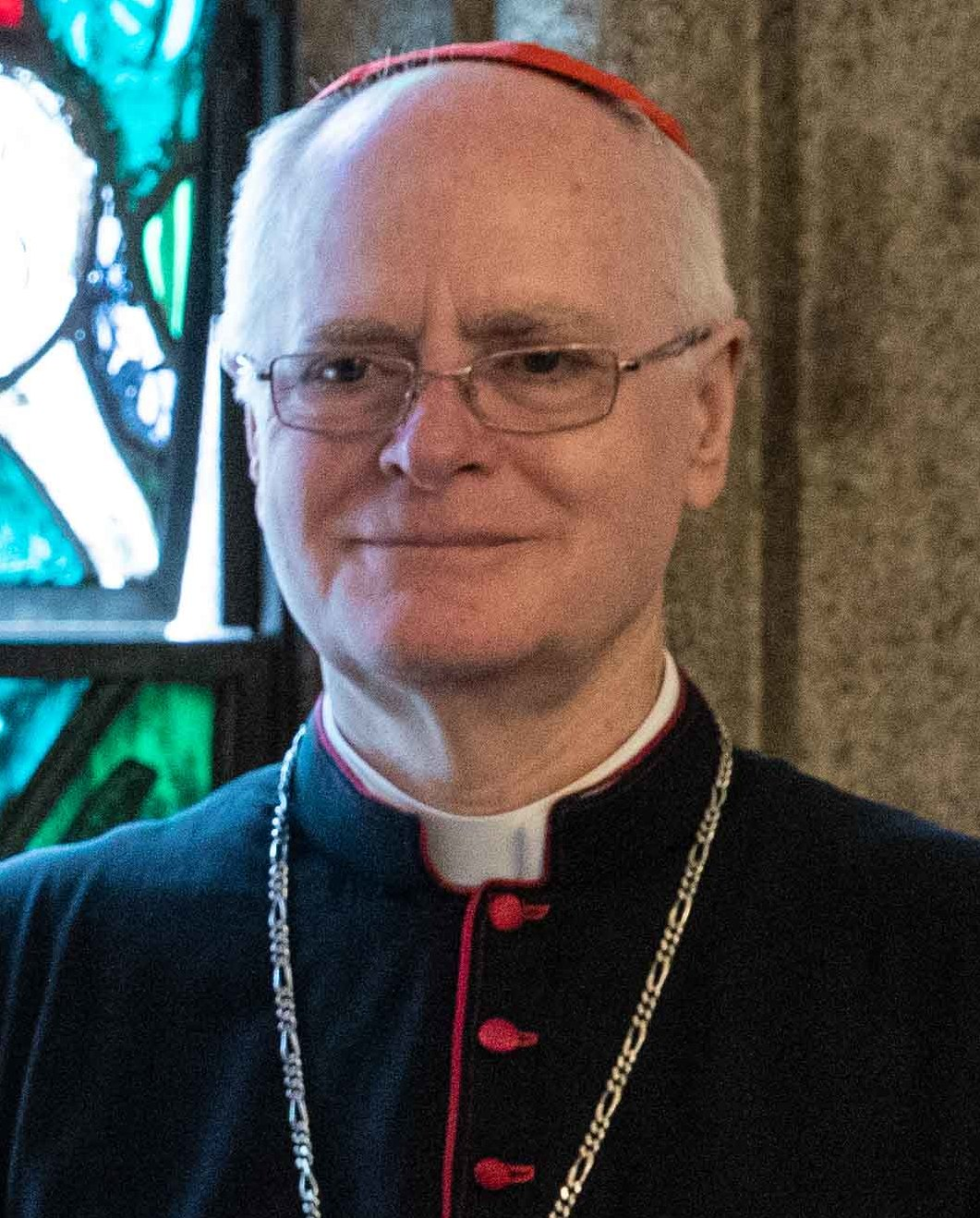
Odilo Scherer, Cardeal Arcebispo de São Paulo
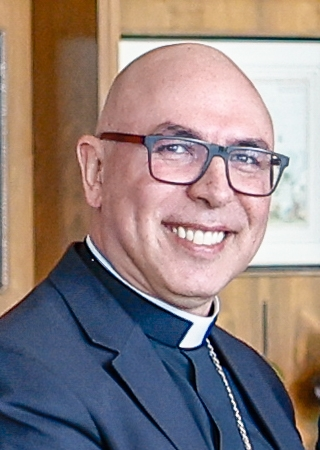
Ricardo Hoepers, Bispo católico, secretário-geral da CNBB
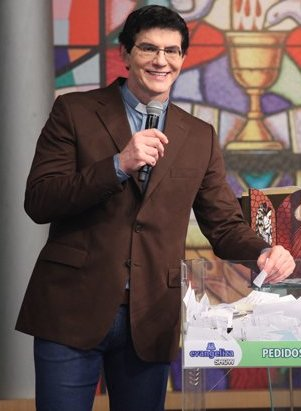
Reginaldo Manzotti, Padre católico